# Куняев, Александр Трофимович
Александр Трофимович Куняев — советский хозяйственный, государственный и политический деятель, Герой Социалистического Труда (1976). Заслуженный работник сельского хозяйства Мордовской АССР (1970).

## Биография
Родился в 1933 году в селе Дюрки. Член КПСС с 1958 года.
С 1953 года — на хозяйственной, общественной и политической работе. В 1953—1993 гг. — помощник комбайнера, агроном в колхозе имени Калинина, государственный инспектор по закупкам сельхозпродуктов в Атяшевском районе, председатель ордена Ленина колхоза имени Калинина Атяшевского района Мордовской АССР, 1-й секретарь Атяшевского райкома КПСС, глава постоянной комиссии по экологии и рациональному использованию природных ресурсов Госсобрания Республики Мордовия.
Указом Президиума Верховного Совета СССР от 23 декабря 1976 года присвоено звание Героя Социалистического Труда с вручением ордена Ленина и золотой медали «Серп и Молот».
Трудовые заслуги Куняева отмечены двумя орденами Ленина, двумя орденами Октябрьской Революции и золотой звездой Героя Социалистического Труда, он избирался депутатом Верховных Советов СССР (10-го созыва) и РСФСР (8-го созыва), а также четырех созывов Верховного Совета Мордовской АССР.

В начале 1990-х Куняев возглавлял постоянную комиссию по экологии и рациональному использованию природных ресурсов Госсобрания РМ. Он даже на заслуженный отдых не успел уйти.
Умер Александр Трофимович 16 декабря 1993 года в Саранске.

## Семья
- Жена-Нина Михайловна учительница
- Дочь Валентина - экономист,
- Дочь Вера – педагог, отличник народного образования,
- Дочь Анна - заслуженный врач РМ, профессор, директор медицинского института
- Дочь Татьяна - медработник.